# Sara Doorsoun
Sara Doorsoun-Khajeh (født 28. januar 1995) er en kvindelig tysk fodboldspiller, der spiller midtbane/forsvar for tyske Eintracht Frankfurt i 1. Frauen-Bundesliga og Tysklands kvindefodboldlandshold.
Hun har tidligere spillet de tyske klubber Fortuna Köln, Turbine Potsdam, SGS Essen, Bad Neuenahr og VfL Wolfsburg.
Hun deltog under EM i Holland 2017, hvor hun spillede en gruppekamp mod Rusland og kvartfinalen mod Danmark. Hun repræsenterede også Tyskland under VM i fodbold for kvinder 2019 i Frankrig, som reservekeeper. Hun

## Privatliv
Doorsoun-Khajeh blev født i Köln, Tyskland af en iransk far og tyrkisk mor.
Siden 2021 har hun været kærester med Princess Charming-vinderen Lou Schaaf.